# Neogene reevei
Neogene reevei là một loài bướm đêm thuộc họ Sphingidae. Loài này có ở Paraguay, Argentina và Brasil.
Nó giống với Neogene dynaeus. 
Cá thể trưởng thành được ghi nhận vào tháng 3 ở Santiago del Estero, tháng 1 ở Cordoba và tháng 2 ở Tucuman.